# TV Brasil Central
TV Brasil Central (também conhecida por sua sigla TBC) é uma emissora de televisão brasileira sediada em Goiânia, capital do estado de Goiás.

## História
Entrou no ar em testes em março de 1975
Transição para o sinal digital
Com base no decreto federal de transição das emissoras de TV brasileiras do sinal analógico para o digital, a TV Brasil Central, bem como as outras emissoras de Goiânia, cessou suas transmissões pelo canal 13 VHF em 21 de junho de 2017, seguindo o cronograma oficial da ANATEL.